# Хенк Пеликан
Хендрикус Адријан Хенк Пеликан (хол. Hendricus Adriaan Henk Pellikaan; Лердам, 10. новембар 1910 — Тилбург, 24. јул 1999) био је холандски фудбалски везни фудбалер који је играо за Холандију на Светском првенству у фудбалу 1934. На клупском нивоу је играо за Лонгу из Тилбурга.